# Алгебра Валя
Алгебра Валя (або Алгебра Валентини) — неасоціативна алгебра M над полем F, в якій бінарна мультиплікативна операція підкоряється наступним аксіомам:
1. Умові антисиметричності:
{\displaystyle g(A,B)=-g(B,A)}
для всіх {\displaystyle A,B\in M}.
2. Тотожності Валентини:
{\displaystyle J(g(A_{1},A_{2}),g(A_{3},A_{4}),g(A_{5},A_{6}))=0}
для всіх {\displaystyle A_{k}\in M}, где k=1,2,…,6, и
{\displaystyle J(A,B,C):=g(g(A,B),C)+g(g(B,C),A)+g(g(C,A),B).}
3. Умові білінійності:
{\displaystyle g(aA+bB,C)=ag(A,C)+bg(B,C)}
для всіх {\displaystyle A,B,C\in M} и {\displaystyle a,b\in F}.
Можна сказати, що M є алгеброю Валентини, якщо комутант цієї алгебри є Лієвою подалгеброю. Будь-яка алгебра Лі є алгеброю Валентини.
Білінійна мультиплікативна операція в алгебрі Валентини, так само як в алгебрі Лі, не є асоціативною операцією.
Існує наступний взаємозв'язок між Комутантно-асоціативною алгеброю і алгеброю Валя. Заміна множення g(A, B) в алгебрі M операциєю комутування [A, B]=g(A, B)-g(B, A), перетворює її в алгебру {\displaystyle M^{(-)}}.
При цьому, якщо M є комутантно-асоціативною алгеброю, то {\displaystyle M^{(-)}} буде алгеброю Валя. Алгебра Валя є узагальненням алгебри Лі, яка є окремим прикладом алгебри Валентини.
Алгебри Валя можуть бути використані для опису дисипативних і негамільтонових квантових систем.